# Juan Carlos Alonso Pita
Juan Carlos Alonso Pita (Ferrol, 1886-Buenos Aires, 1945) fue un pintor y caricaturista español que desarrolló su carrera en Argentina, país del que obtuvo la nacionalidad.

## Biografía
Nacido el 6 de julio de 1886 en la localidad gallega de Ferrol, emigró a finales del siglo XIX a la Argentina. Allí fue director de revistas como Caras y Caretas y Plus Ultra. Alonso, que cultivó la caricatura y la pintura, obtuvo la nacionalidad argentina en 1927. Falleció el 15 de febrero de 1945 en Buenos Aires.